# Gelderland
Gelderland (nizozemska izgovorjava: [ˈɣɛldərlɑnt] ()) je pokrajina na  Nizozemskem, ki zaseda osrednji vzhod države. S skupno površino 5136 km² od tega 173 km² je voda, je po površini največja provinca Nizozemske in druga po skupni površini. Gelderland meji na šest drugih provinc (Flevoland, Limburg, Severni Brabant, Overijssel, Južna Holandija in Utrecht ) in nemško zvezno deželo Severno Porenje - Vestfalijo.
Glavno mesto je Arnhem (159.265 prebivalcev ); vendar sta Nijmegen (176.731 prebivalcev) in Apeldoorn (162.445 prebivalcev) obe večji občini. Druga večja regionalna središča v Gelderlandu so Ede, Doetinchem, Zutphen, Harderwijk, Tiel, Wageningen, Zevenaar in Winterswijk. 1. januarja 2020 je imel Gelderland 2.085.952 prebivalcev.

## Zgodovina
Zgodovinsko gledano provinca izvira iz držav Svetega rimskega cesarstva in je dobila ime po bližnjem nemškem mestu Geldern. Po sagi o Wichardu so Pontski gospodje poimenovali mesto, ko se leta 878 našega štetja borili in ubili zmaja. Mesto, ki so ga ustanovili, so poimenovali po smrtnem klopotcu zmaja: Gelre!
Grofija Gelders je nastala iz frankovskega pagusa Hamaland v 11. stoletju okoli gradov blizu Roermonda in Gelderna. Grofje Gelre so pridobili regiji Batavijo (nizozemsko Betuwe) in Veluwe ter s poroko grofijo Zutphen. Tako so grofje Gelderski postavili temelje za teritorialno oblast, ki naj bi z nadzorom rek Ren, Waal, Meuse in IJssel igrala pomembno vlogo v poznejšem srednjem veku. Geografski položaj njihovega ozemlja je narekoval zunanjo politiko grofov v naslednjih stoletjih; bili so zavezani interesom Svetega rimskega cesarstva in širitvi na jug in zahod.
Še dodatno razširjeno s pridobitvijo cesarskega mesta Nijmegen v 13. stoletju, je grofijo leta 1339 povzdignil v vojvodino cesar Svetega rimskega cesarstva Ludvik IV. Po letu 1379 so vojvodini vladali iz Jülicha in grofa Egmond in Cleves. Vojvodina se je upirala burgundski prevladi, vendar jo je bil Viljem, vojvoda Jülich-Cleves-Berg, leta 1543 prisiljen odstopiti Karlu V., nato pa je postala del dednih Burgundsko-habsburških dežel.
Vojvodina se je z ostalo Nizozemsko uprla proti Filipu II. in se pridružila Utrechtski zvezi (1579). Po odstavitvi Filipa II. je bila njena suverenost dodeljena stanovom Gelderlanda, knezi Oranški pa so bili mestodržci. Leta 1672 je provinco začasno zasedel Ludvik XIV., leta 1713 pa je jugovzhodni del, vključno z vojvodsko prestolnico Geldern, pripadel Prusiji. Nato je postal del Batavske republike (1795–1806), Kraljevine Nizozemske Louisa Bonaparta (1806–1810) in Francoskega cesarstva (1810–1813), leta 1815 pa je Gelderland  postal provinca Kraljevine Nizozemske. 
Med drugo svetovno vojno je v bitki pri Arnhemu prišlo do hudih spopadov med zavezniškimi padalci, britanskim XXX korpusom in nemškim II. SS Panzer Corps (Operacija Market-Garden).

### Kultura
V Gelderlandu je veliko muzejev, kot so Nizozemski muzej na prostem in muzej Arnhem v Arnhemu, muzej Valkhof v Nijmegnu, palača Het Loo v Apeldoornu in v Otterlu muzej Kröller-Müller. V Gelderlandu je več velikih gledališč, kot so Stadsschouwburg v Nijmegnu, Stadstheater v Arnhemu in Orpheus (gledališče) v Apeldoornu. Nekatera mesta so opremljena tudi z velikimi koncertnimi dvoranami, kot sta MUSIS (prej: Musis sacrum) v Arnhemu in Concertgebouw de Vereeniging v Nijmegenu. Večja javna prizorišča zabavne glasbe so Luxor Live v Arnhemu, Doornroosje v Nijmegnu, Gigant v Apeldoornu in stadion GelreDome v Arnhemu. Občina Renkum in Overbetuwe sta vsako leto zaradi bitke pri Arnhemu deležna velikega števila turistov. Pogosto so obiskane zgodovinske lokacije, kot sta most John Frost in vojno pokopališče Arnhem Oosterbeek v Oosterbeeku.

## Geografija
Gelderland lahko v grobem razdelimo na štiri geografske regije: Veluwe na severu, Rivierenland, vključno z Betuwe na jugozahodu, Achterhoek (dobesedno pomeni »zadnji vogal«) ali Graafschap (kar prvotno pomeni grofovstvo ali grofijo) na vzhodu in mesto-regija Arnhem in Nijmegen na srednjem jugu.

#### Občine
Leta 2020 je bilo 51 občin v Gelderlandu razdeljenih v štiri COROP-e:

### Ukinjene občine
Te občine so se združile s sosednjimi:

## Gospodarstvo
Bruto domači proizvod (BDP) regije je leta 2018 znašal 78,3 milijarde evrov, kar predstavlja 10,1 % nizozemske gospodarske proizvodnje. BDP na prebivalca, prilagojen kupni moči, je v istem letu znašal 33.000 evrov ali 110 % povprečja EU27.

## Vera
Vera v Gelderlandu (2015)